# Regne del Sud
Amb el terme Regne del Sud - Regno del Sud (italià) - es coneix el període comprès entre setembre de 1943 i juny de 1944, quan el rei Víctor Manuel III i Pietro Badoglio es van instal·lar a Bríndisi, en territori ocupat per les tropes aliades que controlaven el sud d'Itàlia, Sicília i Sardenya i que es va anar estenent amb l'avançament del front de guerra cap al nord.
Aquest període, que conclou amb la proclamació de la República Italiana (2 de juny de 1946), se subdivideix en quatre moments: 
- Interregne: des de la tarda del 8 de setembre de 1943, quan Badoglio va llançar la proclama on anunciava l'armistici amb els aliats, moment que va coincidir amb la fuga de Roma de Víctor Manuel III fins a la reaparició del rei i la seva família a Bríndisi.
- Regne d'Itàlia, amb capital a Bari des del 9 de setembre de 1943 fins al 4 de juny de 1944.
- Regència del príncep Humberto de Savoia: del 5 de juny de 1944 al 9 de maig de 1946.
- Regnat d'Humberto II del 9 de maig de 1946 al 2 de juny de 1946, quan el rei es va exiliar després de proclamar-se la República.